# Mimobolbus congolense
Mimobolbus congolense es una especie de coleóptero de la familia Geotrupidae.

## Distribución geográfica
Habita en el Congo.